# Setge de Montesa
El setge de Montesa fou un dels darrers episodis de la Conquesta del Regne de València.

## Antecedents
Després de la Conquesta del Regne de València, liderats per Al-Azraq es revoltaren en diverses ocasions.
El 1274 l'emirat de Gharnata i els benimerins van atacar els castellans a la riba del Guadalquivir, i nombrosos contingents d'aventurers es reuniren a l'entorn de Xixona per atacar la frontera granadina, però les incursions es van fer sobre les aljames murcianes i valencianes, i la Corona va reaccionar amb duresa, però entre març i abril de 1276 els mudèjars del Regne de València es revoltaren per tot el territori, i a principis de maig Al-Azraq retornà després de divuit anys d'exili amb genets magrebins atacant als colons i posà seriosament en perill el Regne. Després de la mort d'Al-Àzraq en el setge d'Alcoi, el seu fill fou el nou cap de la revolta: mil peons moros atacaren Llíria, els mudèjars de Beniopa es revolten, i l'exèrcit musulmà destruí Llutxent i avançava regne endins per la Vall d'Albaida. Hi va intentar conquerir les viles de Cocentaina, Petrer i Castalla però no ho va aconseguir. Jaume el Conqueridor es posà malalt i morí el 27 de juliol de 1276 i va heretar el tron valencià el seu fill Pere el Gran.

## El setge
Després de sotmetre diversos castells i destruir als genets magrebins, Pere el Gran assetjà el Castell de Montesa el 15 de juliol de 1277, que hagué de rendir a l'assalt el 29 de setembre.

## Conseqüències
La revolta finalitzà l'octubre del 1277, abans que els granadins i els nord-africans pogueren socórrer els mudèjars. Pere I ordenà desarmar-los sense que foren castigats, però el procés de colonització es consolidà, reduint la població indígena a situacions de segregació i submissió.